# Фитотоксины

Конваллятоксин — сердечный гликозид и в то же время чрезвычайно токсичное вещество, получаемое из листьев ландыша майского (Convallaria majalis)

Фитотоксины (от др.-греч. φυτόν — «растение» и τοξικός — «ядовитый») — токсины, которые образуются и продуцируются растениями. Обычно такие растения принято называть ядовитыми. Являясь продуктами метаболизма растений, фитотоксины порой выполняют защитные функции, отпугивая от них потенциальных консументов (защищают от поедания).  Фитотоксины включают большую группу разнообразных органических соединений, как низко-, так и высокомолекулярные: непротеиногенные аминокислоты, гликозиды, алкалоиды, стероиды, изопреноиды, фенольные соединения, лектины, и т. д. Но наиболее встречаемыми и разнообразными по структуре считают алкалоиды.
Фитотоксины проявляют свойства биологических контаминантов.
Все фитотоксины в какой-то степени представляют опасность для здоровья и жизни человека.

## Классификация
По химическому составу:
1. Алкалоиды.
2. Гликозиды.
3. Гликоалкалоиды.
4. Токсальбумины.
5. Лактоны.
6. Эфирные масла.
7. Органические кислоты (щавелевая, хелидоновая, аконитовая).
8. Нитраты и нитриты.
9. Минеральные соли, содержащие хлориды натрия и калия, карбонаты натрия и калия, сульфаты калия и магния.
10. Пигменты, красящие вещества.
11. Смолистые вещества, мезереин, цикутоксин.
12. Растительные токсины неизвестной природы (аронник, хмели и т.д.)

По воздействию на системы органов и тканей организма:
1. Возбуждающие ЦНС.
2. Угнетающие ЦНС.
3. Гепатотоксические.
4. Поражающие ЖКТ.
5. Поражающие органы дыхания.
6. Кардиотоксические.
7. Образующие синильную кислоту.
8. Фотосенсибилизаторы.
9. Нарушающие солевой обмен.
10. Вызывающие геморрагический диатез.
11. Вызывающие механические повреждения.

Нужно отметить, что классификация токсинов условная, особенно это касается влияния их на ЦНС. Как правило, одни и те же токсические вещества действуют вначале возбуждающе, а затем угнетающе.

## Пирролизидиновые алкалоиды
Пирролизидиновые алкалоиды — группа алкалоидов преимущественно растительного происхождения, содержащие в своей молекуле остаток пирролизидина.
По состоянию на 2021 год, Европейское агентство по безопасности продуктов питания (EFSA) рекомендует набор из 17 токсичных алкалоидов, которые необходимо контролировать в продуктах питания:
- интермедин, интермедин-N-оксид,
- ликопсамин, ликопсамин-N-оксид,
- сенеционин, сенеционин-N-оксид,
- сенивернин, сенецивернин-N-оксид,
- сенецифиллин, сенецифиллин-N-оксид,
- ретрорсин, ретрорсин-N-оксид,
- эхимидин, эхимидин-N-оксид,
- лазиокарпин, лазиокарпин-N-оксид,
- сенкиркин.

Рассматривается вопрос включения: европина, гелиотрина и их соответствующих N-оксидов из-за заметного присутствия этих соединений в некоторых продуктах питания.

## Влияние фитотоксинов на животных
Десятилетние эпидемиологические данные с 2000 по 2010 год из Токсикологического центра Милана показали, что отравления, связанные с растениями, составляли от 1,7% (2004) до 8,9% (2009) обращений, в то время как данные, собранные с января 2015 года по март 2019 года, показали, что 10,19% звонков были связаны с отравлениями растениями. Данные, собранные в Национальном центре ветеринарной токсикологической информации (CNITV) в Лионе, показали, что растения были причиной 11% случаев в этом учреждении. Воздействие фитотоксинов, содержащихся в импортных декоративных или местных растениях, является важной причиной заболеваний животных в Европе.  
Основные виды растений, вызывающие отравления: 
- Allium spp. (лук, чеснок)
- Anthurium spp.
- Arum italicum
- Cycas revoluta
- Lantana camara
- Lilium spp.
- Melia azedarach
- Nandina domestica
- Persea americana (авокадо)
- Prunus laurocerasus
- Sorghum spp.
- Spathiphyllum spp.
- Zantedeschia aethiopica

Декоративные растения, вовлеченные в случаи отравления домашних животных в Европе в последние годы, включают Aucuba japonica (аукуба японская), Cyclamen spp. (цикламен), Dieffenbachia spp. (диффенбахия), Dracaena marginata (драцена окаймленная), Euphorbia pulcherrima (молочай прекраснейший), Ficus benjamina (фикус Бенджамина) и Rhododendron spp. (рододендрон). 
Другие потенциально ядовитые растения для домашних животных: Adenium obesum (адениум тучный), Aglaonema commutatum (аглаонема изменчивая), Clivia minata (кливия киноварная), Codiaeum variegatum (кротон пестрый), Convallaria majalis (ландыш майский), Crocus vernus (шафран весенний), Epipremnum aureum (эпипремнум золотистый), Fatsia japonica (фатсия японская), Ficus spp. (фикус), Hippeastrum x hortorum (гиппеаструм садовый), Hyacinthus orientalis (гиацинт восточный), Kalanchoe spp. (каланхоэ), Lonicera spp. (жимолость), Monstera deliciosa (монстера деликатесная), Muscari armeniacum (мускари армянский), Nerium oleander (олеандр обыкновенный), Philodendron spp. (филодендрон), Sansevieria trifasciata (сансевиерия трехполосая), Schefflera arboricola (шеффлера древовидная), Senecio rowleyanus (крестовник Роули), Syngonium podophyllum (сингониум ноголистный) и Taxus baccata (тис ягодный). 

## Применение фитотоксинов
Фитотоксины обладают разнообразной биологической активностью, что открывает перспективы для их применения в различных областях. 
В медицине, тирозол проявляет антимикробные свойства, аскохитин обладает антибиотической активностью, псеуротин А показал противоопухолевое действие, а церкоспорин может быть использован в фотодинамической терапии рака. 
В сельском хозяйстве, лентихинон А эффективен против некоторых видов грибов, пахибазин и лентихинон С активны против ржавчины и мучнистой росы, пинолидоксин ингибирует рост определенных грибов, латироксин А и B подавляют прорастание семян паразитических растений, региолон активен против ряда патогенов, ботридиал действует против бактерий рода Bacillus, ботрилактон обладает антибактериальной активностью, соланапирон А проявляет фунгицидные свойства, сетосол действует как фунгицид и против некоторых бактерий, а щавелевая кислота предлагается в качестве средства борьбы с клещами варроа.

## Примеры фитотоксинов
Известно по крайней мере 545 фитотоксичных вторичных метаболитов грибов, включая 207 поликетидов, 46 фенолов и фенольных кислот, 135 терпеноидов, 146 метаболитов, содержащих азот, и 11 других. Некоторые встречаемые фитотоксины:

Атропин — алкалоид тропанового ряда, впервые обнаружен в ягодах Красавки обыкновенной или белладонны (от лат. Atrópa belladónna)[6], также встречается в разных частях белены (Hyoscyamus niger) и некоторых видах  дурмана (Datura stramonium).  Является неселективным м-холинблокатором, вызывает мидриаз (расширение зрачка), снижает слюновыделение (сухость во рту), происходит броноходилатация (расширение просвета бронхов), усиливает сердцебиение (тахикардия), вызывает покраснение кожи лица (т.н. румянец), возбуждает ЦНС (возможны бред, галлюцинации, при сильном отравлении возможны психозы), данные свойства белладоны широко использовали богатые итальянские дамы. Опасным проявлением отравления является паралич дыхания, следствием которого является летальный исход. Отравление происходит при поедании или втирании ягод белладоны. ЛД50 = 300-400 мг/кг.
Соланин — ядовитый гликозид, вырабатываемый некоторыми видами растений семейства паслёновых или Solanaceae (ягоды чёрного паслёна, клубни картофеля итд.)[7].
Гипоглицин A — фитотоксин, непротеиногенная аминокислота, содержится в незрелых плодах и семенах  Аки (Blighia sapida) и личи (Litchi chinensis)[8]. Высокотоксичен, вызывает специфическое заболевание Ямайскую рвотную болезнь, сопровождаемое сильнейшей интоксикацией и гипогликемией[9].
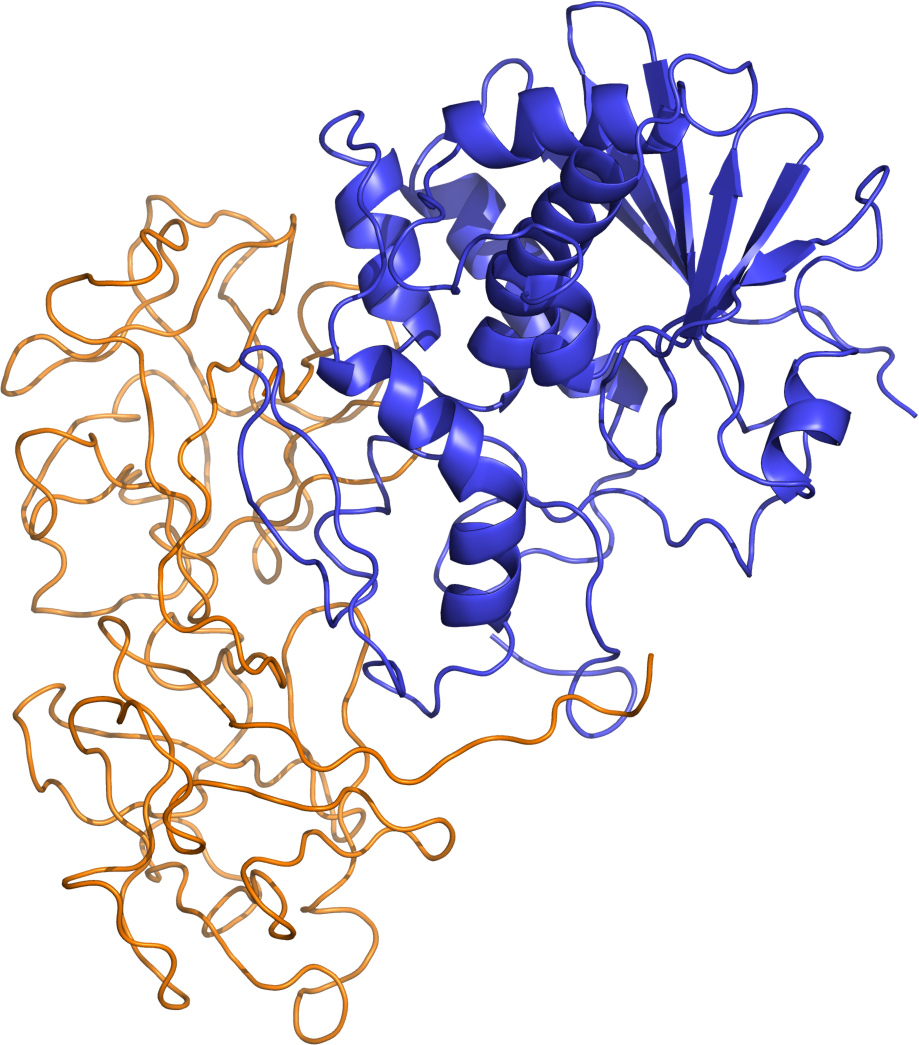
Рицин — растительный белок, токсальбумин, чрезвычайно токсичное и смертельно опасное вещество. Впервые выделен из семян клещевины (Ricinus communis). Общие симптомы при отравлении рицином наступают не сразу, а по истечении некоторого инкубационного периода, равного примерно 18—24 часам. Они проявляются в виде сильного геморрагического гастроэнтерита: коликами и кровянистыми поносами; в дальнейшем появляются признаки общей слабости, оглушение, ослабление сердечной деятельности, конвульсии.
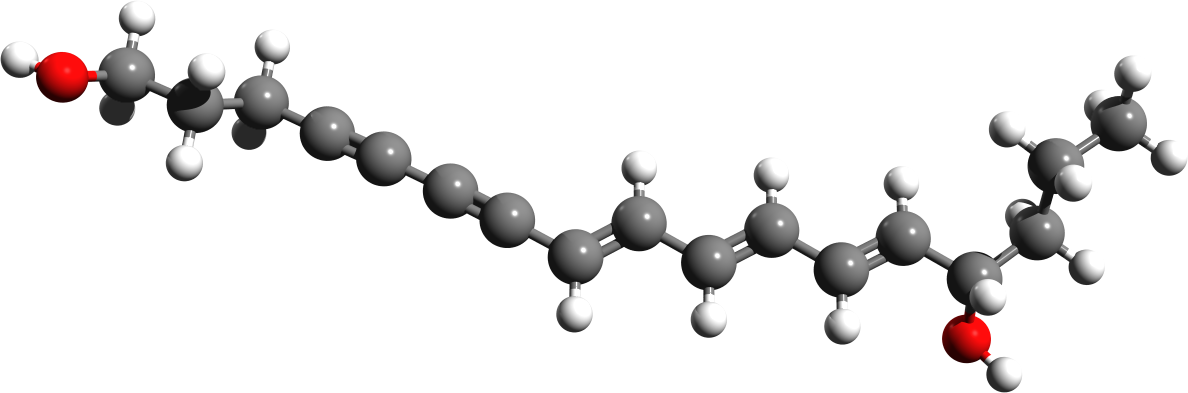
Цикутоксин — сильнодействующее ядовитое органическое вещество, обнаружен в корневищах вёха ядовитого или цикуты (Cicuta virosa), относится к спиртам, обладает нейротоксичным воздействием, поражает органы ЦНС, очень мощный антагонист ГАМК.